# Walter Brugger (Philosoph)
Walter Brugger SJ (* 17. Dezember 1904 in Radolfzell; † 13. Mai 1990 in München) war ein deutscher Jesuit und Philosoph.

## Leben
Brugger trat 1924 in die Gesellschaft Jesu ein. Er studierte Philosophie am Berchmanskolleg in Pullach bei München und Katholische Theologie in Innsbruck. Er war 1929–31 und 1936/37 Repetitor der Philosophie am Päpstlichen Collegium Germanicum et Hungaricum in Rom. Seine eigentliche Lehrtätigkeit begann er 1937 als Privatdozent der Fundamentaltheologie in Poona (Indien), wodurch auch sein religionsgeschichtliches Interesse geweckt wurde. Aus gesundheitlichen Gründen kam er 1938 wieder zum Berchmannskolleg nach München zurück, wo er 1945 zum Professor der Philosophie berufen wurde. Im Jahre 1947 gab er zum ersten Mal das Philosophische Wörterbuch heraus, von dem mittlerweile 22 Auflagen erschienen sind.
Er war Kritiker des Kritischen Rationalismus von Karl R. Popper.

## Werke
- Philosophisches Wörterbuch, Herder, Freiburg i. Br. 1947, 23. Auflage 1998. Vollständig überarbeitet von Harald Schöndorf (Hrsg.), Alber, Freiburg / München 2010. ISBN 978-3-495-48213-1.
- Summe einer philosophischen Gotteslehre (Memento vom 13. Juli 2011 im Internet Archive), München 1979, ISBN  3-87056-022-3.
- Tractatus Philosophicus: De Anima Humana (Memento vom 13. Juli 2011 im Internet Archive) Verl. Berchmanskolleg Pullach bei München 1958.
- mit J.B. Lotz S.J.: Allgemeine Metaphysik (Memento vom 10. Oktober 2012 im Internet Archive), Verl. Berchmanskolleg Pullach bei München 3. Auflage 1967.